# Søra Lambøyna
Søra Lambøyna est une île dans le landskap Sunnhordland du comté de Vestland. Elle appartient administrativement à Øygarden.

## Géographie
Rocheuse et couverte d'une légère végétation, elle s'étend sur environ 508 m de longueur pour une largeur approximative de 250 m.